# 卡斯基宁

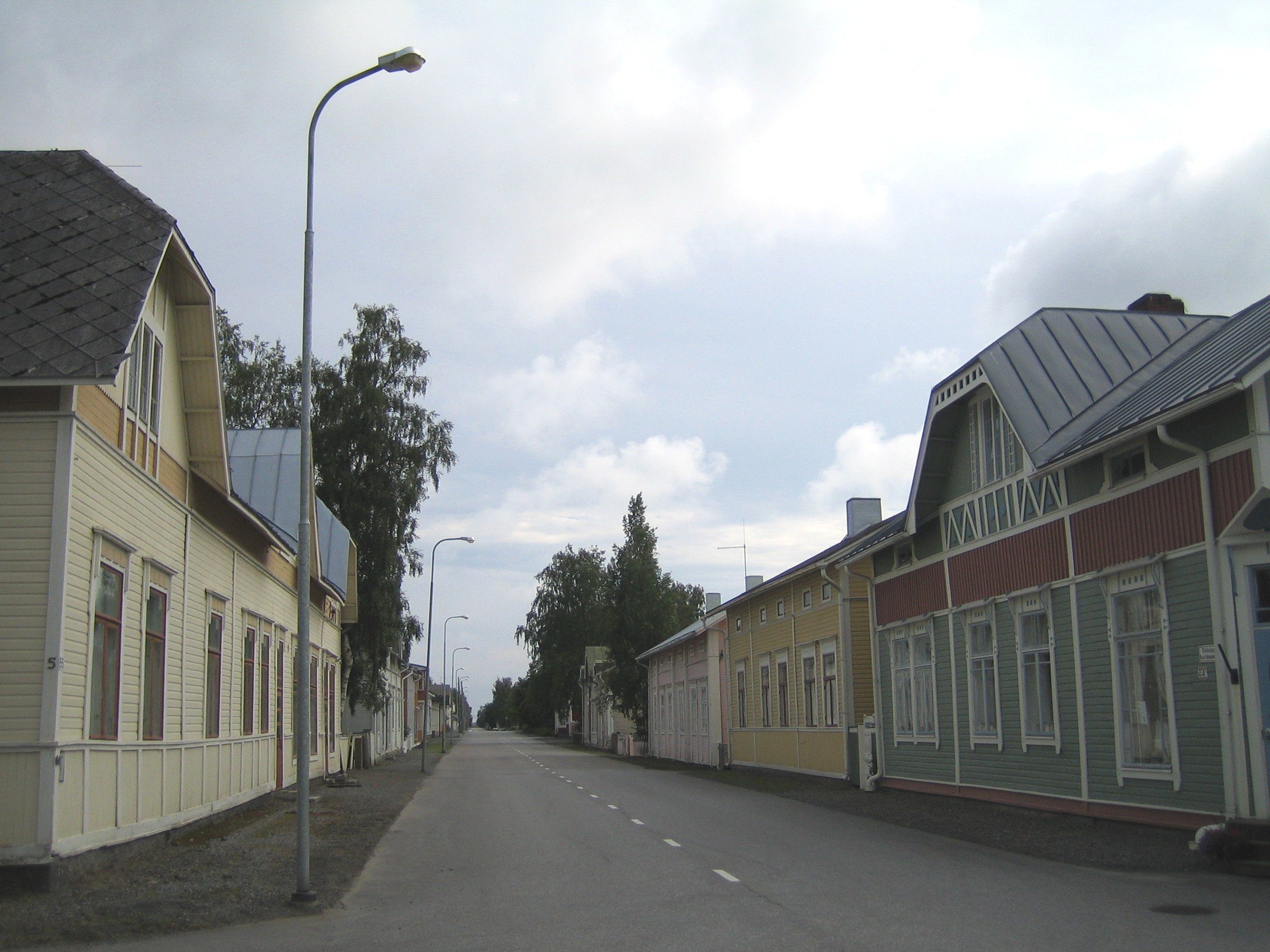
市内街道

卡斯基宁（芬蘭語：Kaskinen）是芬蘭的城市，位於該國西南部，距離瓦薩90公里，由博滕區負責管轄，面積175.36平方公里，2012年人口1,411，其中約68%居民的母語是芬蘭語。

## 外部連結
- 卡斯基宁市官方网站 （页面存档备份，存于） （文） （瑞典文） （英文）